# Turdus fumigatus
Turdus fumigatus е вид птица от семейство Turdidae.

## Разпространение
Видът е разпространен в Антигуа и Барбуда, Барбадос, Боливия, Бразилия, Венецуела, Гренада, Гваделупа, Гвиана, Доминика, Колумбия, Мартиника, Монсерат, Сейнт Китс и Невис, Сейнт Лусия, Сейнт Винсент и Гренадини, Суринам, Тринидад и Тобаго и Френска Гвиана.